# D. J. Humphries
(en) Statistiques sur pro-football-reference
Dierrias J. Humphries Jr., dit « D. J. », né le 28 décembre 1993 à Union (Caroline du Sud), est un joueur américain de football américain évoluant au poste d'offensive tackle pour les Cardinals de l'Arizona puis les Chiefs de Kansas City. Il est un participant du Pro Bowl en 2022.

## Biographie
Après neuf ans passées avec les Cardinals de l'Arizona, Humphries signe avec les Chiefs de Kansas City le 25 novembre 2024. Les Chiefs sont alors à la recherche de renforts au poste de tackle à la suite des déboires de Kingsley Suamataia et Wanya Morris.